# فرودگاه رانچو لاس کروکس
 فرودگاه رانچو لاس کروکس (به انگلیسی: Rancho Las Cruces Airstrip) یک فرودگاه خصوصی است که یک باند فرود خاک دارد و طول باند آن ۸۷۸ متر است. این فرودگاه در کشور مکزیک قرار دارد و در ارتفاع ۹ متری از سطح دریا واقع شده است.